# Bruchophagus neepalensis
Bruchophagus neepalensis är en stekelart som beskrevs av T.C. Narendran 1994. Bruchophagus neepalensis ingår i släktet Bruchophagus och familjen kragglanssteklar.
Artens utbredningsområde är Nepal. Inga underarter finns listade.